# Joana Valls
Joana Maria del Pilar Giralt Miró, coneguda com a Joana Valls (Barcelona, 6 de març de 1855 - Barcelona, 30 d'abril de 1935), fou una modista barcelonina que treballà a Barcelona entre els anys 1880 i 1919. És considerada una de les modistes més importants de l'època.
Fou, per tant, coetània de les germanes Montagne, Maria Molist o Ana Renaud, i treballà per la més alta burgesia catalana.

## Biografia
Filla de Juan Giralt Alemany i Juana Miró Sarcena, nasqué en una família barcelonina amb negoci propi al carrer d'Avinyó, 1, dedicada ja a la modisteria. Joana Valls no era, de fet, el seu nom real, sinó que l'emprava en el seu negoci. El seu nom era el de Francisca Juana Maria del Pilar Giralt Miró i fou batejada a la parròquia de Sant Jaume el dia 14 de març de 1855. Filla de Joan Giralt i Alemany i Joana Miró i Sarcena tots dos naturals de Barcelona. Es casà amb Juan Valls Parellada vers el 1869, de qui adoptà el cognom, i tingueren nou fills.
S'establí amb una botiga de "modes" al carrer de Ferran, número 34 i com a «Modista de barrets» al carrer d'Avinyó, 1 (continuant, de fet, amb el negoci familiar). Degué fer-se reconeguda força ràpidament perquè en una obra de teatre de Serafí Pitarra estrenada l'any 1884 ja apareix anomenada com a modista de barrets de renom.
L'any 1915, però, establí la seva casa de modes al número 34 del Passeig de Gràcia, situant-se així en ple centre comercial del luxe de la capital barcelonina. De fet, el negoci de Joana Valls cresqué molt, i van ser habituals els anuncis en què es demanaven treballadors per al seu taller. L'any 1919 es retirà.
Ràpidament el renom de Joana Valls s'estengué per tot Catalunya, essent una de les modistes més reconegudes de la seva època i dotant Catalunya d'un sistema de producció de moda d'alta qualitat.